# Svarstads kyrka
Svarstads kyrka (norska: Svarstad kirke) ligger i tätorten Svarstad i Larviks kommun i Vestfold fylke i sydöstra Norge.

## Kyrkobyggnaden
En kyrka på platsen har funnits sedan 1000-talet. En stavkyrka brann ned 1392 och ersattes av en kyrka som invigdes 1395. Nuvarande träkyrka bestående av ett långhus invigdes år 1657. Sakristia och vapenhus tillkom vid en ombyggnad åren 1866–1867. Samtidigt förnyades takkonstruktionen och takryttaren mitt på långhustaket tillkom.

## Inventarier
- Altartavlan är daterad till år 1664.
- Predikstolen är från 1600-talet och dess korg har bildfält föreställande evangelisterna.
- Orgeln är tillverkad 1982 av Nils Hammarberg i Göteborg.
- Två kyrkklockor finns, den ena klockan är tillverkad 1562 och den andra 1829.